# Nowiki (sielsowiet Sopoćkinie)
Nowiki (biał. Новікі) – wieś na Białorusi, w obwodzie grodzieńskim, w rejonie grodzieńskim, w sielsowiecie Sopoćkinie.
W latach 1921–1939 Nowiki należały do gminy Wołłowiczowce w ówczesnym województwie białostockim.